# Eduardo de Lapeyrouse
Eduardo de Lapeyrouse Coddou, (Santiago, 14 de marzo de 1821 - Iquique, 31 de marzo de 1911). Hijo de Edouard Lapeyrouse y Marié Coddou, ambos inmigrantes vasco-franceses. Contrajo matrimonio con María Luisa Novion Marcode.
Educado en el Instituto Nacional y en la Universidad de Chile, donde se graduó de Arquitectura. Viajó a Francia y Barcelona, donde aumentó sus conocimientos en diseño y estructuras.
Trabajó en varios diseños de la capital. Contratado por algunos ingleses, como Guillermo Wendell, para diseñar y construir oficinas salitreras en el norte, se radica en Iquique. 
Diseñó la "Torre del Reloj" ubicada en la actual Plaza Arturo Prat de Iquique, construida en 1878.
Fue autor del diseño del Hospital de Beneficencia, construido entre 1886 y 1887, un establecimiento que siguió la tipología hospitalaria de pabellones, y que fue uno de los hospitales más importantes del norte de Chile.
Miembro del Partido Liberal, fue Alcalde de la Municipalidad de Iquique (1879).